# India Grangier
India Grangier, née le 5 janvier 2000 à Redon, est une coureuse cycliste française.

## Biographie
Elle fait partie de l'équipe cycliste Stade rochelais Charente-Maritime de 2018 à 2022. Le 31 juillet 2021, elle remporte les championnats de France de cyclisme sur route dans la catégorie espoirs à Lorrez-le-Bocage-Préaux. Elle rejoint l'Équipe cycliste Coop-Hitec Products pour la saison 2023-2024.
Elle participe au Tour de France en 2022 et 2023.

## Palmarès

### Par années
- 2021
  -  Championne de France sur route espoirs
- 2024
  - Tour du Portugal : 
    - Classement général
    - 4e étape
- 2025
  - 5e étape du Tour du Portugal
  - 2e du Tour du Portugal

### Résultats sur les grands tours

#### Tour de France
2 participations
- 2022 : hors délais (7e étape)
- 2023 : 117e

#### Tour d'Espagne
2 participations
- 2024 : abandon (3e étape)
- 2025 : 45e

### Classements mondiaux
| Année                                 | 2018 | 2019 | 2020 | 2021 | 2022 | 2023 | 2024 |
| ------------------------------------- | ---- | ---- | ---- | ---- | ---- | ---- | ---- |
| Classement UCI                        | 759e | nc   | 458e | 150e | 836e | 920e | 262e |
| UCI World Tour                        | nc   | nc   | nc   | 128e | nc   | 286e | 185e |
|                                       |      |      |      |      |      |      |      |
| Légende : nc = non classéSource : UCI |      |      |      |      |      |      |      |